# CDビデオ

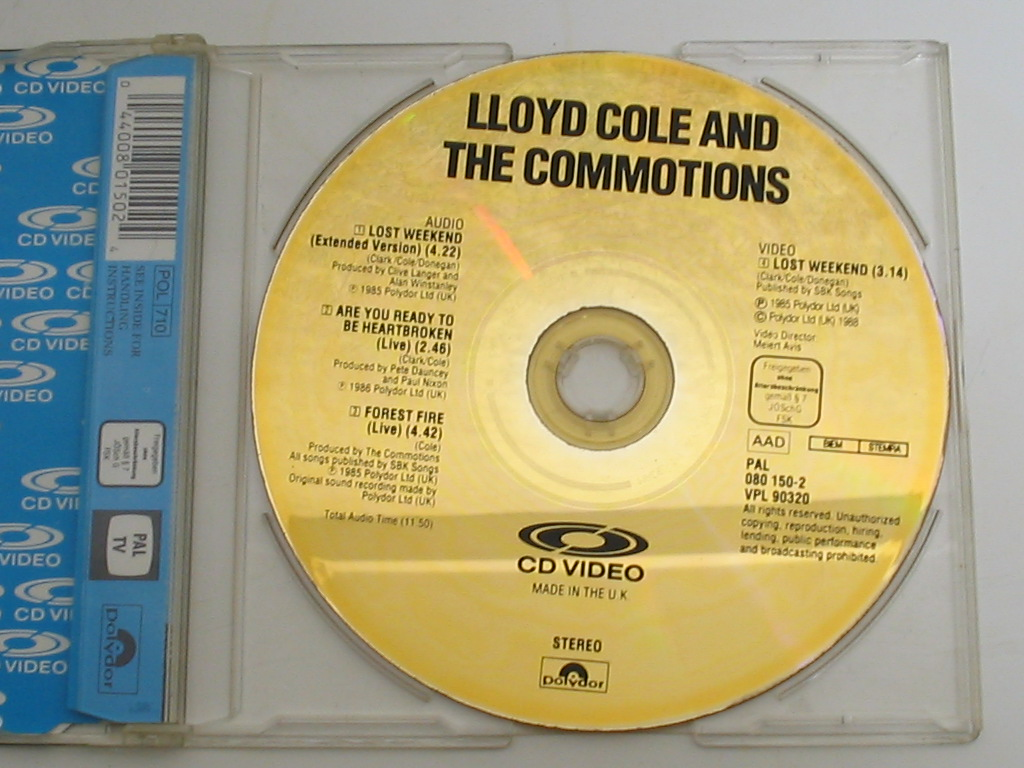
CD Video

CDビデオ (CD Video, CDV, CD+V, CD-V) は、コンパクトディスクとレーザーディスクの技術を組み合わせて開発されたRed Bookに属する光ディスク規格。ビデオCDが開発される以前の1987年に発表された。映像規格としてはアナログビデオに属する。

## 特徴
CDビデオは一般的なCDと同一の形状の直径12cmの中心に穴のあいたディスクで、オーディオCDなどと区別をするため、記録面は特有の金色の光沢を持っている。一般のオーディオCDプレーヤーで再生することのできる内側8cmの部分（オーディオパートと呼ばれる）にデジタルの音声情報を最大20分収録できるほかに、残りの外側部分（ビデオパート）に最大5分のアナログの映像情報を収録することができる。

## プレイヤー
CDビデオを再生できるものとして初めて製品化されたレーザーディスクプレーヤーは、1987年にパイオニアから発売されたPioneer CLD-1010である。規格上では、デジタル音声を収録したレーザーディスクにCD同様のTOCも併録したものも、CD VIDEO LDとしてCDビデオの一種とされていた。
レーザーディスクに対抗してVHD陣営の一翼を担っていた松下電器産業（現 パナソニック）は、CDの延長規格であるCDビデオを再生できるプレーヤーとして、レーザーディスクプレーヤーの発売をしていた。

## 派生規格
1990年9月に、オーディオパート部分を独立させたCDシングルとビデオパート部分を独立させたビデオシングルディスク (VSD) が規格化される。
CDビデオは既に事実上忘れ去られた規格となっていたことから1993年にビデオCDが登場した際に似た名称を持つことによる混乱はあまり大きくなかった。

## 名称

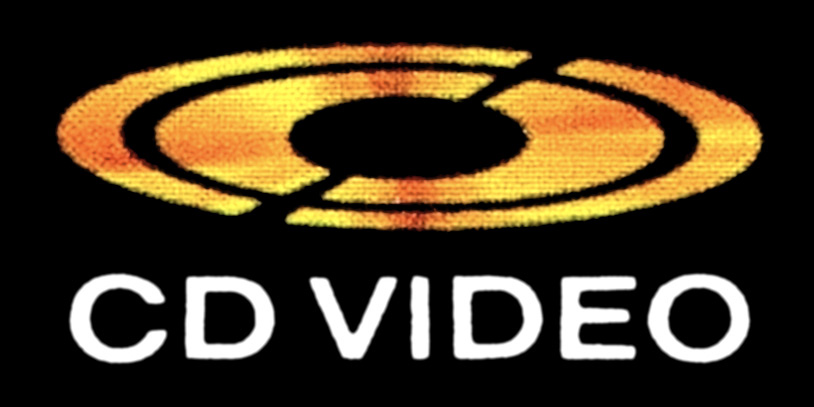
ロゴマーク

CDビデオという名称 およびロゴマーク印刷強制にはオランダ・フィリップス社による強制力が働いていたという逸話がある。